# Rotormachine

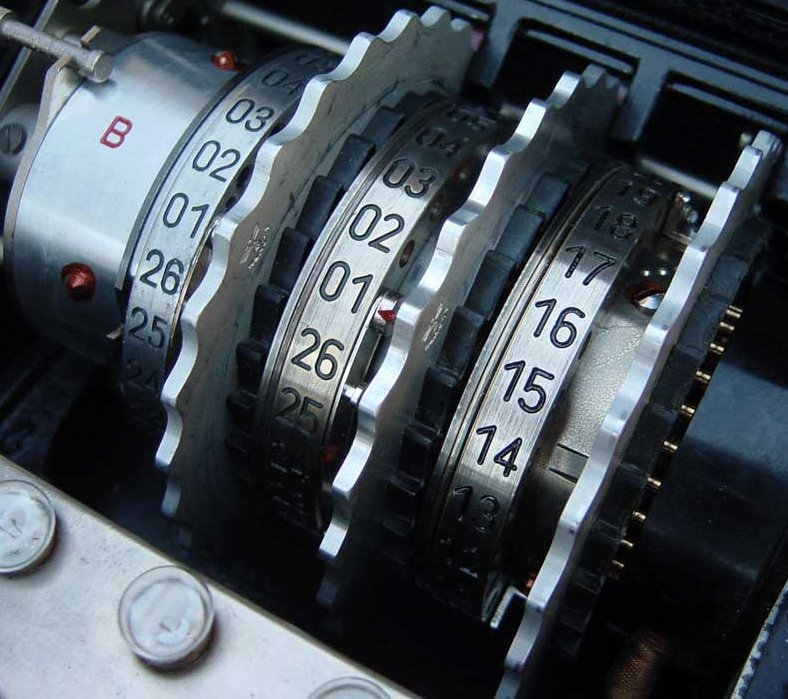
Een rij rotoren van een Enigma

Een rotormachine is een elektromechanisch apparaat dat in de cryptografie wordt gebruikt om berichten te ver- en ontsleutelen, teneinde geheimhouding binnen communicatie te bewerkstelligen. De Eerste Wereldoorlog en bijkomende noodzaak van discretie van communicatie hadden daarop een versnellende invloed. De doorbraak kwam echter pas in de jaren 1920 en de rotormachine kende haar hoogtijdagen in de aanloop van en tijdens de Tweede Wereldoorlog en de daaropvolgende Koude Oorlog. Het meest spraakmakende voorbeeld is dat van de door onder meer de Duitsers gebruikte Enigma. 
Met de komst van het digitale tijdperk werd de rotormachine achterhaald.

## Geschiedenis

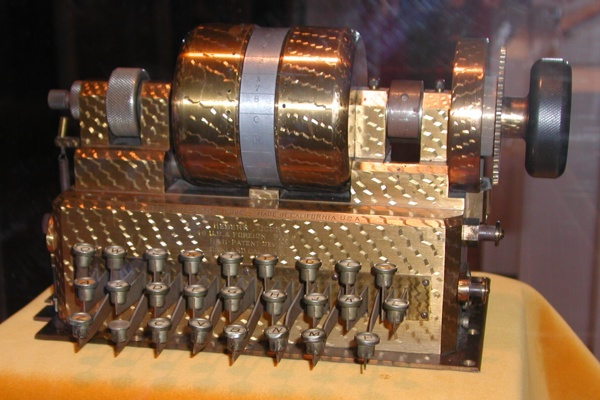
Een Hebernmachine met één rotor tentoongesteld in het National Cryptologic Museum

Lange tijd hebben de tekeningen die Edward Hebern in 1917 maakte te boek gestaan als het vroegst bekende voorbeeld van een rotormachine. In 2003 werd in cryptologia deze geschiedkundige fout rechtgezet door Karl de Leeuw. Al in 1915 hadden 2 wetenschappers van de Nederlandse marine (Theo van Hengel en Rudolf Spengler) het concept uitgewerkt.
Naast genoemden werden andere rotormachines op verschillende plaatsen kort na elkaar gepatenteerd.
- Op 23 februari 1918[3] patenteerde in Duitsland Arthur Scherbius een rotormachine genaamd Enigma
- Op 7 oktober 1919[4] patenteerde Hugo Alexander Koch een soortgelijke machine in Nederland. (patent nr. 10.700)
- Op 10 oktober 1919[5] vroeg in Zweden ook Arvid Gerhard Damm patent aan voor een rotormachine. (patent nr. 52.279).

### De Enigma
Naast Spengler en Hengel - die hun apparaat voor de Nederlandse marine hadden ontwikkeld - probeerde ook Scherbius zijn machine te slijten aan de marine, de Duitse in dit geval. Toen deze geen interesse toonde probeerde hij het bij de Duitse diplomatieke dienst die echter evenmin geïnteresseerd was. Van Koch wordt verondersteld dat hij zijn machine nooit gebouwd heeft. Hij heeft mogelijk wel inzage gehad in de ontwerpen van Spengler en Hengel die hun machine, ondanks de beperkingen waar zij door hun werk bij de marine aan onderworpen waren, hadden getoond aan het patentbureau waar zijn zwager (Huybrecht Verhagen) werkzaam was.
Zonder twijfel onderhielden de bedrijven van Scherbius en Koch nauwe contacten. Dit wordt gestaafd door de gelijkenis in de naam van de bedrijven van beide heren (Gewerkschaft Securitas & Ingenieursbureau Securitas respectievelijk) en de Duitse invloed op het bedrijf van Koch, maar vooral door de gelijkenis in de patenten die beide bedrijven voor latere innovaties aanvroegen. Het Duitse patent 425,147 is een vrijwel letterlijke vertaling van het Nederlandse patent 10.700.
Scherbius' bedrijf, dat later ook de patenten van Koch overnam, ging in 1923 op in Chiffriermaschinen Aktiengesellschaft. Dit bedrijf exposeerde in 1923 op het congres van de Wereldpostunie The Glow-Lamp Ciphering and Deciphering Machine: Enigma. Dit zou later bekend worden als Enigma Model A. Nadat een jaar later op hetzelfde congres de machine ook gedemonstreerd werd kreeg het nieuwsaandacht in het Amerikaanse Radio News en een uitvoerige beschrijving in het werk Chiffrieren mit Geraten und Maschinen van Siegfried Türkel.

### NEMA
Gebaseerd op Enigma K, 10 rotoren.

### De Hagelinmachines
Damm had meerdere patenten op zijn naam. Het patent van de rotormachine was echter dusdanig slecht dat het waarschijnlijk nooit geassembleerd is. K.W. Hagelin was een van de investeerders in Aktiebolaget Cryptograph, het bedrijf dat Damm met Olaf Gyldén opzette. De zoon van K.W., Boris Hagelin, ontwikkelde de vindingen van Damm door en kwam later met de C-36 die bekend zou worden als M-209. In de Tweede Wereldoorlog werden deze machines gebruikt door zowel de Amerikanen als de Italianen en gebroken door de codebrekers van het GCHQ. In de jaren 1950 werden Hagelinmachines nog gebruikt door onder meer de Egyptische ambassade in Londen. Wat deze echter niet wist was dat het bedrijf een backdoordeal had gesloten met de Amerikaanse NSA. Hier kwam bij dat Peter Wright een ultragevoelige microfoon had ontwikkeld waarmee het dagelijks instellen van de rotorposities afgeluisterd kon worden.
Hoewel Hagelin vele cryptografische machines ontwikkelde was slechts één daarvan een rotormachine, de HX-63
-M-125 Fialka
-Typex
-SIGABA
-Lacida
-

## Werking (elektrisch)

Elektrisch schema Enigma M3. Van boven naar beneden:
- Reflector, drie rotoren en commutator
- Batterij
- Lampen (slechts 4 getekend)
- Toetsenbord (slechts 4 getekend)
- Stekerbord (slechts 4 getekend)

Een rotormachine is een typisch elektromechanisch apparaat: encryptie vindt plaats door middel van zowel de bewegende onderdelen als de elektrische bedrading. Het mechaniek vormt een deel van de sleutel; het bedradingschema het andere deel. De werking wordt uitgelegd aan de hand van de Enigma M3 coderingsmachine, een rotormachine met een aantal specifieke kenmerken. Hierbij moet in ogenschouw genomen worden dat de "reflector" en het "stekerbord" specifiek zijn voor de Enigma M3 en M4.

### Commutator en rotoren
In het vereenvoudigde elektrisch schema van de Enigma-coderingsmachine zien we boven in beeld vier bewegende rotoren. Ieder van die rotoren bevatten aan weerszijden een krans van 26 contacten. Alle contacten aan de linkerzijde zijn verbonden met 1 contact aan de rechterzijde, maar niet in dezelfde volgorde. Het aantal mogelijke manieren om een rotor te bedraden is afhankelijk van het aantal contacten: bij 26 contacten is het aantal 26! = 403.291.461.126.605.635.584.000.000 (403 * 1021). Iedere rotor kan in 26 standen gedraaid worden. Het getal 26 is gebaseerd op een alfabet van 26 letters.
De commutator rechts verbindt alle 26 contacten op de rechtse krans van de rechter rotor met het vaste deel van de machine. Dit onderdeel ziet eruit als een stilstaande rotor en kan op evenveel manieren zijn bedraad als iedere andere rotor: 26! In de Enigma M3 was de volgorde echter "ABCDEFGHIJKLMNOPQRSTUVWXYZ".
De encryptie vindt plaats door de bedrading van de rotoren in combinatie met de stand ervan.
De allereenvoudigste modellen rotormachines hebben aan de linkerzijde een tweede commutator en zijn daarmee compleet. Encryptie gebeurt door links het toetsenbord aan te sluiten en rechts de lampen; decryptie door rechts het toetsenbord aan te sluiten en links de lampen. Bij de Enigma machines is voor een andere oplossing gekozen: de reflector.

### Reflector
De "reflector" of "Umkehrwalze" is een typisch kenmerk van Enigma machines. Het is een commutator waarvan elk contact met 1 ander contact is verbonden door middel van 13 draden. Het aantal mogelijke combinaties is 13! = 6.227.020.800. De functie van de reflector is het nogmaals in omgekeerde volgorde door de rotoren leiden van de stroom, ditmaal door een ander contact.
Toevoeging van de reflector heeft als voordeel dat encryptie en decryptie eender zijn. Daarmee is een complexe schakelaar met 2 maal 26 contacten overbodig en is de kans op bedieningsfouten afgenomen. Het nadeel is een zwakheid in de encryptie die het de geallieerden mogelijk maakte de Enigmacodes sneller te kraken dan zonder toevoeging van een reflector mogelijk zou zijn geweest.

### Stekerbord
Typisch voor de Enigma is ook de toevoeging van een "stekerbord": door middel van een set snoeren kunnen de contacten tussen het toetsenbord en de lampen enerzijds en de contacten van de commutator anderzijds in een afwijkende volgorde worden verbonden. Toevoeging van het stekerbord maakte de encryptie aanzienlijk sterker.

## Werking (mechanisch)
Bij rotormachines is een belangrijk aspect van de encryptie de mechanische werking van het systeem. Voor iedere toetsaanslag worden de rotoren door de machine in een nieuwe stand gezet. Twee aspecten bepalen de sterkte van de encryptie: de lengte van een complete cyclus (totdat alle rotoren weer in de beginstand staan) en de voorspelbaarheid van de beweging van de rotoren. De Enigma scoorde op het eerste punt minder goed dan mogelijk was en op het laatste punt ronduit slecht. Het is erg lastig om een moeilijk te voorspellen mechaniek te maken.

### Sterkte van de encryptie
De sterkte van de encryptie is bij rotormachines afhankelijk van:
- het aantal contacten op de rotoren
- het aantal rotoren dat zich in het encryptiedeel bevindt
- de lengte van de mechanische cyclus
- de voorspelbaarheid van de beweging van de rotoren
- het sleutelbeheer

De sterkte van de encryptie van een rotormachine is groot zo lang de interne bedrading van de rotoren niet bekend is bij iemand die de verbinding wil afluisteren. Wanneer die wel bekend is, neemt de sterkte aanzienlijk af. Wanneer ook de mechanische constructie bekend is, neemt de sterkte nog verder af.
Vanaf het moment dat de tegenstander in staat is een identieke machine te bouwen, is de sterkte van de encryptie uitsluitend afhankelijk van de in te stellen sleutels. Bij een rotormachine met vast bedrade rotoren kunnen die bestaan uit:
- de combinatie van rotoren in de machine: meestal zijn er meer rotoren aanwezig dan er tegelijkertijd in de machine kunnen. Hoe groter de keuze, des te sterker de encryptie.
- bij de Enigma M3 en M4:
  - het aantal reflectoren waaruit men kan kiezen
  - het gebruik van het stekerbord
- het sleutelbeheer